# Lester Cockney
Lester Cockney is een Belgische stripreeks bedacht, geschreven en getekend door Franz Drappier. De reguliere serie bestaat uit negen delen, die bij uitgeverij Le Lombard verschenen. Daarnaast werd in de collectie Getekend, eveneens bij Le Lombard twee albums uitgebracht die over de jeugd van Lester gaan. In 2018 verscheen een integrale versie van de hoofdreeks in twee delen bij uitgeverij Saga

## Postuum
Deel acht en negen uit de serie werden twee jaar na het overlijden van Franz uitgebracht. De tekenaar had ze net voor zijn overlijden in 2003 nog kunnen afmaken.

## Verhalen
De stripverhalen spelen zich af in de 19e eeuw en gaan over een jonge Ier, Lester Mahoney die "Lester Cockney" genoemd wordt vanwege zijn Engelse vader. Lester is een non-conformist die zijn onafhankelijkheid tot elke prijs verdedigt. Hij gaat in het Engelse leger en beleeft verschillende avonturen over de hele wereld, van Afghanistan en de Punjab tot in Hongarije en Amerika. Terrana, een jonge eigenzinnige vrouw uit India, vergezelt hem daarbij.
Irish Melody and Shamrock Song, gaan over de jeugd van Lester in Ierland.

## Albums
| Nummer | Titel                      | Verschenen |
| ------ | -------------------------- | ---------- |
| 1      | De dwazen van Kaboel       | 1982       |
| 2      | En altijd kraakt de sneeuw | 1983       |
| 3      | Een Hongaarse in Pendjab   | 1984       |
| 4      | Ik wil terug naar Pecs!    | 1985       |
| 5      | De koning der Dalmatiërs   | 1987       |
| 6      | De gezworenen van de Donau | 1987       |
| 7      | De kinderhandelaars        | 1993       |
| 8      | Oregon trail               | 2005       |
| 9      | Op de vuist                | 2005       |

| Nummer | Titel         | Verschenen |
| ------ | ------------- | ---------- |
| 1      | Irish Melody  | 1994       |
| 2      | Shamrock Song | 1996       |